# Ada pygmaea
Ada pygmaea là một loài thực vật có hoa trong họ Lan. Loài này được Pupulin, J.Valle & G.Merino mô tả khoa học đầu tiên năm 2009.